# 범주의 동치
범주론에서, 두 범주 사이의 동치(同値, 영어: equivalence (of categories))는 두 범주가 사실상 같은 구조를 지니게 하는 함자이다. 범주의 동형보다 더 약한 개념이며, 범주의 동형보다 더 널리 쓰인다.

## 정의
두 범주 {\displaystyle {\mathcal {C}}}와 {\displaystyle {\mathcal {D}}} 사이의 함자 {\displaystyle F\colon {\mathcal {C}}\to {\mathcal {D}}}에 대하여, 다음 두 조건이 서로 필요충분조건이며, 이 조건을 만족시키는 {\displaystyle F}를 {\displaystyle {\mathcal {C}}}와 {\displaystyle {\mathcal {D}}} 사이의 동치라고 한다.
- {\displaystyle F^{-1}F}와 {\displaystyle FF^{-1}}가 항등 함자와 자연 동형인 함자 {\displaystyle F^{-1}\colon {\mathcal {D}}\to {\mathcal {C}}}가 존재한다 (이러한 함자는 유일하지 않을 수 있다).
- 충실충만한 함자이며, 본질적 전사 함자(영어: essentially surjective functor)이다 (즉, {\displaystyle {\mathcal {D}}}의 모든 원소는 적어도 하나의 {\displaystyle F}의 상의 원소와 동형이다).

## 성질
서로 동치인 두 범주는 범주론에서 다루는 거의 모든 성질이 같다. 예를 들어, 동치는 모든 극한과 쌍대극한을 보존하며, 또한 전사 사상 및 단사 사상을 보존한다.

### 작은 범주
범주 {\displaystyle {\mathcal {C}}}의 부분 범주 {\displaystyle {\mathcal {D}}}에 대하여, 다음 두 조건이 서로 필요충분조건이며, 이를 만족시키는 {\displaystyle {\mathcal {D}}}를 {\displaystyle {\mathcal {C}}}의 뼈대(영어: skeleton)라고 한다.
- 충만한 부분 범주이며, {\displaystyle {\mathcal {C}}}의 임의의 대상은 정확히 하나의 {\displaystyle {\mathcal {D}}}의 대상과 동형이다.
- 포함 함자 {\displaystyle {\mathcal {D}}\to {\mathcal {C}}}는 동치이며, 뼈대 범주(영어: skeletal category)이다 (즉, {\displaystyle {\mathcal {D}}}의 임의의 서로 다른 두 대상은 동형이 아니다).

모든 작은 범주는 뼈대를 가지며, 이는 범주의 동형 아래 유일하다. 이는 선택 공리와 동치이다. 또한, 두 작은 범주 {\displaystyle {\mathcal {C}}}와 {\displaystyle {\mathcal {D}}}에 대하여, 다음 두 조건이 서로 필요충분조건이다.
- {\displaystyle {\mathcal {C}}}와 {\displaystyle {\mathcal {D}}}는 서로 동치이다.
- {\displaystyle {\mathcal {C}}}와 {\displaystyle {\mathcal {D}}}의 뼈대는 서로 동형이다.

## 참고 문헌
- Mac Lane, Saunders (1998). 《Categories for the Working Mathematician》. Graduate Texts in Mathematics 5 2판. Springer. ISBN 0-387-98403-8.